# Équipe d'Espagne de football à la Coupe du monde 2022
Cet article relate le parcours de l’équipe d'Espagne de football lors de la Coupe du monde de football 2022 organisée au Qatar du 20 novembre au 18 décembre 2022.

## Qualifications
| Rang | Équipe  | Pts | J | G | N | P | Bp | Bc | Diff |  | Résultats (▼ dom., ► ext.) |     |     |     |     |     |
| ---- | ------- | --- | - | - | - | - | -- | -- | ---- |  | -------------------------- | --- | --- | --- | --- | --- |
| 1    | Espagne | 19  | 8 | 6 | 1 | 1 | 15 | 5  | +10  |  | Espagne                    |     | 1-0 | 1-1 | 4-0 | 3-1 |
| 2    | Suède   | 15  | 8 | 5 | 0 | 3 | 12 | 6  | +6   |  | Suède                      | 2-1 |     | 2-0 | 1-0 | 3-0 |
| 3    | Grèce   | 10  | 8 | 2 | 4 | 2 | 8  | 8  | 0    |  | Grèce                      | 0-1 | 2-1 |     | 1-1 | 1-1 |
| 4    | Géorgie | 8   | 8 | 3 | 2 | 5 | 7  | 13 | -6   |  | Géorgie                    | 1-2 | 2-0 | 0-2 |     | 0-1 |
| 5    | Kosovo  | 5   | 8 | 1 | 2 | 5 | 5  | 15 | -10  |  | Kosovo                     | 0-2 | 0-3 | 1-1 | 1-2 |     |

| 1er match                  | Espagne      | 1 - 1                         | Grèce                      |                                                                                            |                                                                                            |
| 25 mars 2021 20h45 (UTC+2) | Morata 33e   | (1 - 0)                       | 57e (pen.) Bakasétas       | Nouveau stade de Los Cármenes, Grenade Spectateurs : 0 (huis-clos) Arbitrage : Marco Guida | Nouveau stade de Los Cármenes, Grenade Spectateurs : 0 (huis-clos) Arbitrage : Marco Guida |
| 25 mars 2021 20h45 (UTC+2) | Martínez 56e | Rapport (FIFA) Rapport (UEFA) | 81e Zeca · 83e Giakoumákis | Nouveau stade de Los Cármenes, Grenade Spectateurs : 0 (huis-clos) Arbitrage : Marco Guida | Nouveau stade de Los Cármenes, Grenade Spectateurs : 0 (huis-clos) Arbitrage : Marco Guida |

| 2e match                   | Géorgie                          | 1 - 2                         | Espagne                 |                                                                                |                                                                                |
| 28 mars 2021 20h00 (UTC+4) | Kvaratskhelia 43e                | (1 - 0)                       | 56e Torres · 90+2e Olmo | Stade Boris-Paichadze, Tbilissi Spectateurs : 16 500 Arbitrage : Radu Petrescu | Stade Boris-Paichadze, Tbilissi Spectateurs : 16 500 Arbitrage : Radu Petrescu |
| 28 mars 2021 20h00 (UTC+4) | Zivzivadze 19e · Shengelia 90+4e | Rapport (FIFA) Rapport (UEFA) | 6e Llorente · 13e Porro | Stade Boris-Paichadze, Tbilissi Spectateurs : 16 500 Arbitrage : Radu Petrescu | Stade Boris-Paichadze, Tbilissi Spectateurs : 16 500 Arbitrage : Radu Petrescu |

| 3e match                   | Espagne                            | 3 - 1                         | Kosovo      |                                                                               |                                                                               |
| 31 mars 2021 20h45 (UTC+2) | Olmo 34e · Torres 36e · Moreno 75e | (2 - 0)                       | 70e Halimi  | Stade olympique, Séville Spectateurs : 0 (huis-clos) Arbitrage : Jakob Kehlet | Stade olympique, Séville Spectateurs : 0 (huis-clos) Arbitrage : Jakob Kehlet |
| 31 mars 2021 20h45 (UTC+2) |                                    | Rapport (FIFA) Rapport (UEFA) | 49e Kryeziu | Stade olympique, Séville Spectateurs : 0 (huis-clos) Arbitrage : Jakob Kehlet | Stade olympique, Séville Spectateurs : 0 (huis-clos) Arbitrage : Jakob Kehlet |

| 4e match                       | Suède                       | 2 - 1                         | Espagne                 | | |
| 2 septembre 2021 20h45 (UTC+2) | Isak 6e · Claesson 57e      | (1 - 1)                       | 5e Soler                | Friends Arena, Solna Spectateurs : 16 901 Arbitrage : Anthony Taylor Arbitre vidéo : Stuart Attwell | Friends Arena, Solna Spectateurs : 16 901 Arbitrage : Anthony Taylor Arbitre vidéo : Stuart Attwell |
| 2 septembre 2021 20h45 (UTC+2) | Kulusevski 34e · Krafth 52e | Rapport (FIFA) Rapport (UEFA) | 35e Alba · 40e Busquets | Friends Arena, Solna Spectateurs : 16 901 Arbitrage : Anthony Taylor Arbitre vidéo : Stuart Attwell | Friends Arena, Solna Spectateurs : 16 901 Arbitrage : Anthony Taylor Arbitre vidéo : Stuart Attwell |

| 5e match                       | Espagne                                         | 4 - 0                         | Géorgie                    | | |
| 5 septembre 2021 20h45 (UTC+2) | Gayà 14e · Soler 25e · Torres 41e · Sarabia 63e | (3 - 0)                       |                            | Estadio Nuevo Vivero, Badajoz Spectateurs : 8 444 Arbitrage : Tiago Martins Arbitre vidéo : Luis Godinho | Estadio Nuevo Vivero, Badajoz Spectateurs : 8 444 Arbitrage : Tiago Martins Arbitre vidéo : Luis Godinho |
| 5 septembre 2021 20h45 (UTC+2) |                                                 | Rapport (FIFA) Rapport (UEFA) | 69e Kashia · 82e Chabradze | Estadio Nuevo Vivero, Badajoz Spectateurs : 8 444 Arbitrage : Tiago Martins Arbitre vidéo : Luis Godinho | Estadio Nuevo Vivero, Badajoz Spectateurs : 8 444 Arbitrage : Tiago Martins Arbitre vidéo : Luis Godinho |

| 6e match                       | Kosovo                        | 0 - 2   | Espagne                  | | |
| 8 septembre 2021 20h45 (UTC+2) |                               | (0 - 1) | 32e Fornals · 90e Torres | Stade de Fadil Vokrri, Pristina Spectateurs : 1 200 Arbitrage : Bobby Madden Arbitre vidéo : Jarred Gillett | Stade de Fadil Vokrri, Pristina Spectateurs : 1 200 Arbitrage : Bobby Madden Arbitre vidéo : Jarred Gillett |
| 8 septembre 2021 20h45 (UTC+2) | Rapport (FIFA) Rapport (UEFA) |         |                          | Stade de Fadil Vokrri, Pristina Spectateurs : 1 200 Arbitrage : Bobby Madden Arbitre vidéo : Jarred Gillett | Stade de Fadil Vokrri, Pristina Spectateurs : 1 200 Arbitrage : Bobby Madden Arbitre vidéo : Jarred Gillett |

| 7e match                       | Grèce                                                    | 0 - 1                         | Espagne                    | | |
| 11 novembre 2021 21h45 (UTC+3) |                                                          | (0 - 1)                       | 26e (pen.) Sarabia         | Stade olympique, Athènes Spectateurs : 7 825 Arbitrage : Szymon Marciniak Arbitre vidéo : Tomasz Kwiatkowski | Stade olympique, Athènes Spectateurs : 7 825 Arbitrage : Szymon Marciniak Arbitre vidéo : Tomasz Kwiatkowski |
| 11 novembre 2021 21h45 (UTC+3) | Siopis 33e · Tsimíkas 55e · Goútas 59e · Tzavéllas 90+3e | Rapport (FIFA) Rapport (UEFA) | 48e Sarabia · 79e Carvajal | Stade olympique, Athènes Spectateurs : 7 825 Arbitrage : Szymon Marciniak Arbitre vidéo : Tomasz Kwiatkowski | Stade olympique, Athènes Spectateurs : 7 825 Arbitrage : Szymon Marciniak Arbitre vidéo : Tomasz Kwiatkowski |

| 8e match                       | Espagne      | 1 - 0                         | Suède      |                                                                                                   |                                                                                                   |
| 14 novembre 2021 20h45 (UTC+2) | Morata 86e   | (0 - 0)                       |            | Stade olympique, Séville Spectateurs : 51 844 Arbitrage : Felix Brych Arbitre vidéo : Marco Fritz | Stade olympique, Séville Spectateurs : 51 844 Arbitrage : Felix Brych Arbitre vidéo : Marco Fritz |
| 14 novembre 2021 20h45 (UTC+2) | Méndez 90+1e | Rapport (FIFA) Rapport (UEFA) | 77e Krafth | Stade olympique, Séville Spectateurs : 51 844 Arbitrage : Felix Brych Arbitre vidéo : Marco Fritz | Stade olympique, Séville Spectateurs : 51 844 Arbitrage : Felix Brych Arbitre vidéo : Marco Fritz |

## Préparation

### Matchs de préparation à la Coupe du monde
Liste détaillée des matches de l'Espagne depuis sa qualification à la Coupe du monde :

#### Match amicaux
| 1er match                  | Espagne               | 2 - 1   | Albanie      |                                                                       |                                                                       |
| 26 mars 2022 19h45 (UTC+2) | Torres 75e · Olmo 90e | (0 - 0) | 85e Uzuni    | RCDE Stadium, Cornellà de Llobregat Arbitrage : Trustin Farrugia Cann | RCDE Stadium, Cornellà de Llobregat Arbitrage : Trustin Farrugia Cann |
| 26 mars 2022 19h45 (UTC+2) |                       | Rapport | 44e Djimsiti | RCDE Stadium, Cornellà de Llobregat Arbitrage : Trustin Farrugia Cann | RCDE Stadium, Cornellà de Llobregat Arbitrage : Trustin Farrugia Cann |

| 2e match                   | Espagne                                            | 5 - 0   | Islande |                                                                             |                                                                             |
| 29 mars 2022 20h45 (UTC+2) | Morata 36e 39e (pen.) · Pino 47e · Sarabia 61e 72e | (2 - 0) |         | Stade de Riazor, La Corogne Spectateurs : 28 117 Arbitrage : Horatiu Fesnic | Stade de Riazor, La Corogne Spectateurs : 28 117 Arbitrage : Horatiu Fesnic |
| 29 mars 2022 20h45 (UTC+2) | Rapport                                            |         |         | Stade de Riazor, La Corogne Spectateurs : 28 117 Arbitrage : Horatiu Fesnic | Stade de Riazor, La Corogne Spectateurs : 28 117 Arbitrage : Horatiu Fesnic |

#### Ligue des Nations
| 1er match                 | Espagne                                     | 1 - 1   | Portugal                                          | | |
| 2 juin 2022 20h45 (UTC+2) | Morata 25e                                  | (1 - 0) | 82e Horta                                         | Stade Benito-Villamarín, Séville Spectateurs : 41 236 Arbitrage : Michael Oliver Arbitre vidéo : Stuart Attwell | Stade Benito-Villamarín, Séville Spectateurs : 41 236 Arbitrage : Michael Oliver Arbitre vidéo : Stuart Attwell |
| 2 juin 2022 20h45 (UTC+2) | Sarabia 36e · Llorente 72e · Busquets 90+2e | Rapport | 38e Moutinho · 39e Silva · 83e Nunes · 90+3e Pepe | Stade Benito-Villamarín, Séville Spectateurs : 41 236 Arbitrage : Michael Oliver Arbitre vidéo : Stuart Attwell | Stade Benito-Villamarín, Séville Spectateurs : 41 236 Arbitrage : Michael Oliver Arbitre vidéo : Stuart Attwell |

| 2e match                  | Tchéquie              | 2 - 2   | Espagne                   | | |
| 5 juin 2022 20h45 (UTC+2) | Pešek 4e · Kuchta 66e | (1 - 1) | 45+3e Gavi · 90e Martínez | Sinobo Stadium, Prague Spectateurs : 18 245 Arbitrage : François Letexier Arbitre vidéo : Willy Delajod | Sinobo Stadium, Prague Spectateurs : 18 245 Arbitrage : François Letexier Arbitre vidéo : Willy Delajod |
| 5 juin 2022 20h45 (UTC+2) | Coufal 90+1e          | Rapport | 58e Rodri                 | Sinobo Stadium, Prague Spectateurs : 18 245 Arbitrage : François Letexier Arbitre vidéo : Willy Delajod | Sinobo Stadium, Prague Spectateurs : 18 245 Arbitrage : François Letexier Arbitre vidéo : Willy Delajod |

| 3e match                  | Suisse                                           | 0 - 1   | Espagne     | | |
| 9 juin 2022 20h45 (UTC+2) |                                                  | (0 - 1) | 13e Sarabia | Stade de Genève, Genève Spectateurs : 25 875 Arbitrage : Serdar Gözübüyük (en) Arbitre vidéo : Danny Makkelie | Stade de Genève, Genève Spectateurs : 25 875 Arbitrage : Serdar Gözübüyük (en) Arbitre vidéo : Danny Makkelie |
| 9 juin 2022 20h45 (UTC+2) | Shaqiri 59e · Akanji 67e · Xhaka 89e · Sow 90+2e | Rapport |             | Stade de Genève, Genève Spectateurs : 25 875 Arbitrage : Serdar Gözübüyük (en) Arbitre vidéo : Danny Makkelie | Stade de Genève, Genève Spectateurs : 25 875 Arbitrage : Serdar Gözübüyük (en) Arbitre vidéo : Danny Makkelie |

| 4e match                   | Espagne                 | 2 - 0   | Tchéquie | | |
| 12 juin 2022 20h45 (UTC+2) | Soler 24e · Sarabia 75e | (1 - 0) |          | Stade de La Rosaleda, Malaga Spectateurs : 30 389 Arbitrage : Cüneyt Çakır Arbitre vidéo : Abdulkadir Bitigen | Stade de La Rosaleda, Malaga Spectateurs : 30 389 Arbitrage : Cüneyt Çakır Arbitre vidéo : Abdulkadir Bitigen |
| 12 juin 2022 20h45 (UTC+2) | Carvajal 78e            | Rapport |          | Stade de La Rosaleda, Malaga Spectateurs : 30 389 Arbitrage : Cüneyt Çakır Arbitre vidéo : Abdulkadir Bitigen | Stade de La Rosaleda, Malaga Spectateurs : 30 389 Arbitrage : Cüneyt Çakır Arbitre vidéo : Abdulkadir Bitigen |

| 5e match                        | Espagne  | 1 - 2   | Suisse                  |                                                                                           |                                                                                           |
| 24 septembre 2022 20h45 (UTC+2) | Alba 55e | (0 - 1) | 21e Akanji · 58e Embolo | Stade de La Romareda, Saragosse Arbitrage : Clément Turpin Arbitre vidéo : Jérôme Brisard | Stade de La Romareda, Saragosse Arbitrage : Clément Turpin Arbitre vidéo : Jérôme Brisard |
| 24 septembre 2022 20h45 (UTC+2) |          | Rapport | 44e Akanji · 82e Omlin  | Stade de La Romareda, Saragosse Arbitrage : Clément Turpin Arbitre vidéo : Jérôme Brisard | Stade de La Romareda, Saragosse Arbitrage : Clément Turpin Arbitre vidéo : Jérôme Brisard |

| 6e match                        | Portugal | 0 - 1   | Espagne    | | |
| 27 septembre 2022 19h45 (UTC+1) |          | (0 - 0) | 88e Morata | Stade municipal de Braga, Braga Spectateurs : 28 196 Arbitrage : Daniele Orsato Arbitre vidéo : Massimiliano Irrati | Stade municipal de Braga, Braga Spectateurs : 28 196 Arbitrage : Daniele Orsato Arbitre vidéo : Massimiliano Irrati |
| 27 septembre 2022 19h45 (UTC+1) | Rapport  |         |            | Stade municipal de Braga, Braga Spectateurs : 28 196 Arbitrage : Daniele Orsato Arbitre vidéo : Massimiliano Irrati | Stade municipal de Braga, Braga Spectateurs : 28 196 Arbitrage : Daniele Orsato Arbitre vidéo : Massimiliano Irrati |

## Effectif
L'effectif de l'Espagne, est dévoilé le 11 novembre 2022.
| Numéro / Nom       | Numéro / Nom      | Club                   | Date de naissance et âge*  | J.              | Buts            |                 |                 |                 |
| Gardiens de but    | Gardiens de but   | Gardiens de but        | Gardiens de but            | Gardiens de but | Gardiens de but | Gardiens de but | Gardiens de but | Gardiens de but |
| ------------------ | ----------------- | ---------------------- | -------------------------- | --------------- | --------------- | --------------- | --------------- | --------------- |
| 1                  | Robert Sánchez    | Brighton & Hove Albion | 18 novembre 1997 (25 ans)  | 0               | 0               | 0               | 0               | 0               |
| 13                 | David Raya        | Brentford FC           | 15 septembre 1995 (27 ans) | 0               | 0               | 0               | 0               | 0               |
| 23                 | Unai Simón        | Athletic Club          | 11 juin 1997 (25 ans)      | 4               | 0               | 0               | 0               | 0               |
| Défenseurs         |                   |                        |                            |                 |                 |                 |                 |                 |
| 2                  | César Azpilicueta | Chelsea FC             | 28 août 1989 (33 ans)      | 2               | 0               | 0               | 0               | 0               |
| 3                  | Eric García       | FC Barcelone           | 9 janvier 2001 (21 ans)    | 0               | 0               | 0               | 0               | 0               |
| 4                  | Pau Torres        | Villarreal CF          | 16 janvier 1997 (25 ans)   | 1               | 0               | 0               | 0               | 0               |
| 14                 | Alejandro Balde   | FC Barcelone           | 18 octobre 2003 (19 ans)   | 4               | 0               | 0               | 0               | 0               |
| 15                 | Hugo Guillamón    | Valencia CF            | 31 janvier 2000 (22 ans)   | 0               | 0               | 0               | 0               | 0               |
| 18                 | Jordi Alba        | FC Barcelone           | 21 mars 1989 (33 ans)      | 4               | 0               | 0               | 0               | 0               |
| 20                 | Dani Carvajal     | Real Madrid            | 11 janvier 1992 (30 ans)   | 2               | 0               | 0               | 0               | 0               |
| 24                 | Aymeric Laporte   | Manchester City        | 27 mai 1994 (28 ans)       | 3               | 0               | 1               | 0               | 0               |
| Milieux de terrain |                   |                        |                            |                 |                 |                 |                 |                 |
| 5                  | Sergio Busquets   | FC Barcelone           | 16 juillet 1988 (34 ans)   | 4               | 0               | 1               | 0               | 0               |
| 6                  | Marcos Llorente   | Atlético de Madrid     | 30 janvier 1995 (27 ans)   | 1               | 0               | 0               | 0               | 0               |
| 8                  | Koke              | Atlético de Madrid     | 8 janvier 1992 (30 ans)    | 2               | 0               | 0               | 0               | 0               |
| 9                  | Gavi              | FC Barcelone           | 5 août 2004 (18 ans)       | 4               | 1               | 0               | 0               | 0               |
| 16                 | Rodri             | Manchester City        | 22 juin 1996 (26 ans)      | 4               | 0               | 0               | 0               | 0               |
| 19                 | Carlos Soler      | Paris Saint-Germain    | 2 janvier 1997 (25 ans)    | 2               | 1               | 0               | 0               | 0               |
| 26                 | Pedri             | FC Barcelone           | 25 novembre 2002 (19 ans)  | 4               | 0               | 0               | 0               | 0               |
| Attaquants         |                   |                        |                            |                 |                 |                 |                 |                 |
| 7                  | Álvaro Morata     | Atlético de Madrid     | 23 octobre 1992 (30 ans)   | 4               | 3               | 0               | 0               | 0               |
| 10                 | Marco Asensio     | Real Madrid            | 21 janvier 1996 (26 ans)   | 4               | 1               | 0               | 0               | 0               |
| 11                 | Ferran Torres     | FC Barcelone           | 29 février 2000 (22 ans)   | 4               | 2               | 0               | 0               | 0               |
| 12                 | Nico Williams     | Athletic Club          | 12 juillet 2002 (20 ans)   | 4               | 0               | 0               | 0               | 0               |
| 17                 | Yeremi Pino       | Villarreal CF          | 20 octobre 1997 (25 ans)   | 0               | 0               | 0               | 0               | 0               |
| 21                 | Dani Olmo         | RB Leipzig             | 7 mai 1998 (24 ans)        | 4               | 1               | 0               | 0               | 0               |
| 22                 | Pablo Sarabia     | Paris Saint-Germain    | 11 mai 1992 (30 ans)       | 1               | 0               | 0               | 0               | 0               |
| 25                 | Ansu Fati         | FC Barcelone           | 31 octobre 2002 (20 ans)   | 2               | 0               | 0               | 0               | 0               |
| Sélectionneur      |                   |                        |                            |                 |                 |                 |                 |                 |
|                    | Luis Enrique      |                        | 8 mai 1970 (52 ans)        |                 |                 |                 |                 |                 |

* NB : Les âges sont calculés au début de la Coupe du monde 2022, le 20 novembre 2022.

## Compétition

### Format et tirage au sort
Le tirage au sort de la Coupe du monde a lieu le vendredi 1er avril 2022 au Centre des expositions à Doha. C’est le classement de mars qui est pris en compte, la sélection se classe 7e du classement FIFA, et est placée dans le chapeau 1.

### Premier tour - Groupe E
|   | Équipe     | Pts | J | G | N | P | Bp | Bc | Diff |
| 1 | Japon      | 6   | 3 | 2 | 0 | 1 | 4  | 3  | +1   |
| 2 | Espagne    | 4   | 3 | 1 | 1 | 1 | 9  | 3  | +6   |
| 3 | Allemagne  | 4   | 3 | 1 | 1 | 1 | 6  | 5  | +1   |
| 4 | Costa Rica | 3   | 3 | 1 | 0 | 2 | 3  | 11 | -8   |

| 11 | 23 novembre 2022  | Allemagne  | 1 - 2 | Japon      |
| 10 | 23 novembre 2022  | Espagne    | 7 - 0 | Costa Rica |
| 25 | 27 novembre 2022  | Japon      | 0 - 1 | Costa Rica |
| 23 | 26 novembre 2022  | Espagne    | 1 - 1 | Allemagne  |
| 43 | 1er décembre 2022 | Japon      | 2 - 1 | Espagne    |
| 44 | 1er décembre 2022 | Costa Rica | 2 - 4 | Allemagne  |

#### Espagne - Costa Rica
| Match 10                            | Espagne | 7 - 0   | Costa Rica | Stade Al-Thumama, Doha                                                             |                                                                                    |
| 23 novembre 2022 19h00 heure locale | ( Gavi) Olmo 11e · ( Alba) Asensio 21e · F. Torres 31e (pen.) · F. Torres 54e · ( Morata) Gavi 74e · Soler 90e · ( Olmo) Morata 90+2e | (3 - 0) |            | Spectateurs : 40 013 Arbitrage : Mohammed Abdulla Arbitre vidéo : Abdulla Al-Marri | Spectateurs : 40 013 Arbitrage : Mohammed Abdulla Arbitre vidéo : Abdulla Al-Marri |
| 23 novembre 2022 19h00 heure locale | Rapport |         |            | Spectateurs : 40 013 Arbitrage : Mohammed Abdulla Arbitre vidéo : Abdulla Al-Marri | Spectateurs : 40 013 Arbitrage : Mohammed Abdulla Arbitre vidéo : Abdulla Al-Marri |

| Espagne | Costa Rica |

| ESPAGNE :       |    |                   |  |     |
|                 |    |                   |  |     |
| Gardien de but  | 23 | Unai Simón        |  |     |
|                 | 18 | Jordi Alba        |  | 64e |
|                 | 24 | Aymeric Laporte   |  |     |
|                 | 05 | Sergio Busquets   |  | 64e |
|                 | 02 | César Azpilicueta |  |     |
|                 | 16 | Rodri             |  |     |
|                 | 26 | Pedri             |  | 57e |
|                 | 09 | Gavi              |  |     |
|                 | 21 | Dani Olmo         |  |     |
|                 | 10 | Marco Asensio     |  | 69e |
|                 | 11 | Ferran Torres     |  | 57e |
| Remplaçants :   |    |                   |  |     |
|                 | 7  | Álvaro Morata     |  | 57e |
|                 | 19 | Carlos Soler      |  | 57e |
|                 | 14 | Alejandro Balde   |  | 64e |
|                 | 8  | Koke              |  | 64e |
|                 | 12 | Nico Williams     |  | 69e |
| Sélectionneur : |    |                   |  |     |
| Luis Enrique    |    |                   |  |     |

| COSTA RICA :         |    |                   |       |     |
|                      |    |                   |       |     |
| Gardien de but       | 01 | Keylor Navas      |       |     |
|                      | 08 | Bryan Oviedo      |       | 82e |
|                      | 15 | Francisco Calvo   | 68e   |     |
|                      | 06 | Óscar Duarte      |       |     |
|                      | 04 | Keysher Fuller    |       |     |
|                      | 16 | Carlos Martínez   |       | 46e |
|                      | 09 | Jewison Bennette  |       | 61e |
|                      | 17 | Yeltsin Tejeda    |       |     |
|                      | 05 | Celso Borges      |       | 72e |
|                      | 12 | Joel Campbell     | 90+7e |     |
|                      | 07 | Anthony Contreras |       | 61e |
| Remplaçants :        |    |                   |       |     |
|                      | 19 | Kendall Waston    |       | 46e |
|                      | 26 | Álvaro Zamora     |       | 61e |
|                      | 10 | Bryan Ruiz        |       | 61e |
|                      | 20 | Brandon Aguilera  |       | 72e |
|                      | 22 | Rónald Matarrita  |       | 82e |
| Sélectionneur :      |    |                   |       |     |
| Luis Fernando Suárez |    |                   |       |     |

| Assistants : Mohamed Al-Hammadi Hasan Al-Mahri Quatrième arbitre : Ma Ning Assistants arbitre vidéo : Muhammad Taqi Bruno Pires Tomasz Kwiatkowski Homme du Match : Gavi |

#### Espagne - Allemagne
| Match 28                                                     | Espagne            | 1 - 1   | Allemagne               | Stade Al-Bayt, Al-Khor                                                         |                                                                                |
| 27 novembre 2022 · 22:00 (UTC+3) · Historique des rencontres | ( Alba) Morata 62e | (0 - 0) | 83e Füllkrug (Musiala ) | Spectateurs : 68 895 Arbitrage : Danny Makkelie Arbitre vidéo : Pol van Boekel | Spectateurs : 68 895 Arbitrage : Danny Makkelie Arbitre vidéo : Pol van Boekel |
| 27 novembre 2022 · 22:00 (UTC+3) · Historique des rencontres | Rapport            |         |                         | Spectateurs : 68 895 Arbitrage : Danny Makkelie Arbitre vidéo : Pol van Boekel | Spectateurs : 68 895 Arbitrage : Danny Makkelie Arbitre vidéo : Pol van Boekel |

| Espagne | Allemagne |

| ESPAGNE :       |    |                 |     |     |
|                 |    |                 |     |     |
| Gardien de but  | 23 | Unai Simón      |     |     |
|                 | 18 | Jordi Alba      |     | 82e |
|                 | 24 | Aymeric Laporte |     |     |
|                 | 16 | Rodri           |     |     |
|                 | 20 | Dani Carvajal   |     |     |
|                 | 05 | Sergio Busquets | 44e |     |
|                 | 26 | Pedri           |     |     |
|                 | 09 | Gavi            |     | 66e |
|                 | 21 | Dani Olmo       |     |     |
|                 | 10 | Marco Asensio   |     | 66e |
|                 | 11 | Ferran Torres   |     | 54e |
| Remplaçants :   |    |                 |     |     |
|                 | 07 | Álvaro Morata   |     | 54e |
|                 | 08 | Koke            |     | 66e |
|                 | 12 | Nico Williams   |     | 66e |
|                 | 14 | Alejandro Balde |     | 82e |
| Sélectionneur : |    |                 |     |     |
| Luis Enrique    |    |                 |     |     |

| ALLEMAGNE :     |    |                    |     |     |
|                 |    |                    |     |     |
| Gardien de but  | 01 | Manuel Neuer       |     |     |
|                 | 03 | David Raum         |     | 87e |
|                 | 02 | Antonio Rüdiger    |     |     |
|                 | 15 | Niklas Süle        |     |     |
|                 | 05 | Thilo Kehrer       | 37e | 70e |
|                 | 06 | Joshua Kimmich     | 60e |     |
|                 | 08 | Leon Goretzka      | 58e |     |
|                 | 14 | Jamal Musiala      |     |     |
|                 | 21 | İlkay Gündoğan     |     | 70e |
|                 | 10 | Serge Gnabry       |     | 85e |
|                 | 13 | Thomas Müller      |     | 70e |
| Remplaçants :   |    |                    |     |     |
|                 | 09 | Niclas Füllkrug    |     | 70e |
|                 | 16 | Lukas Klostermann  |     | 70e |
|                 | 19 | Leroy Sané         |     | 70e |
|                 | 18 | Jonas Hofmann      |     | 85e |
|                 | 23 | Nico Schlotterbeck |     | 87e |
| Sélectionneur : |    |                    |     |     |
| Hansi Flick     |    |                    |     |     |

| Assistants : Hessel Steegstra Jan de Vries Quatrième arbitre : István Kovács Assistants arbitre vidéo : Massimiliano Irrati Taleb Al-Marri Paolo Valeri Homme du Match : Álvaro Morata |

#### Japon - Espagne
| Match 43                                                      | Japon                                  | 2 - 1   | Espagne                   | Stade international de Khalifa, Doha                                                    |                                                                                         |
| 1er décembre 2022 · 22:00 (UTC+3) · Historique des rencontres | ( Ito) Doan 48e · ( Mitoma) Tanaka 51e | (0 - 1) | 11e Morata (Azpilicueta ) | Spectateurs : 44 851 Arbitrage : Victor Gomes Arbitre vidéo : Fernando Guerrero Ramírez | Spectateurs : 44 851 Arbitrage : Victor Gomes Arbitre vidéo : Fernando Guerrero Ramírez |
| 1er décembre 2022 · 22:00 (UTC+3) · Historique des rencontres | Rapport                                |         |                           | Spectateurs : 44 851 Arbitrage : Victor Gomes Arbitre vidéo : Fernando Guerrero Ramírez | Spectateurs : 44 851 Arbitrage : Victor Gomes Arbitre vidéo : Fernando Guerrero Ramírez |

| Japon | Espagne |

| JAPON :         |    |                   |     |     |
|                 |    |                   |     |     |
| Gardien de but  | 12 | Shūichi Gonda     |     |     |
|                 | 03 | Shōgo Taniguchi   | 44e |     |
|                 | 22 | Maya Yoshida      | 45e |     |
|                 | 04 | Ko Itakura        | 39e |     |
|                 | 05 | Yūto Nagatomo     |     | 46e |
|                 | 17 | Ao Tanaka         |     | 87e |
|                 | 13 | Hidemasa Morita   |     |     |
|                 | 14 | Junya Ito         |     |     |
|                 | 11 | Takefusa Kubo     |     | 46e |
|                 | 25 | Daizen Maeda      |     | 62e |
|                 | 15 | Daichi Kamada     |     | 68e |
| Remplaçants :   |    |                   |     |     |
|                 | 08 | Ritsu Doan        |     | 46e |
|                 | 09 | Kaoru Mitoma      |     | 46e |
|                 | 18 | Takuma Asano      |     | 62e |
|                 | 16 | Takehiro Tomiyasu |     | 68e |
|                 | 06 | Wataru Endō       |     | 87e |
| Sélectionneur : |    |                   |     |     |
| Hajime Moriyasu |    |                   |     |     |

| ESPAGNE :       |    |                   |  |     |
|                 |    |                   |  |     |
| Gardien de but  | 23 | Unai Simón        |  |     |
|                 | 14 | Alejandro Balde   |  | 68e |
|                 | 04 | Pau Torres        |  |     |
|                 | 16 | Rodri             |  |     |
|                 | 02 | César Azpilicueta |  | 46e |
|                 | 05 | Sergio Busquets   |  |     |
|                 | 26 | Pedri             |  |     |
|                 | 09 | Gavi              |  | 68e |
|                 | 21 | Dani Olmo         |  |     |
|                 | 07 | Álvaro Morata     |  | 57e |
|                 | 12 | Nico Williams     |  | 57e |
| Remplaçants :   |    |                   |  |     |
|                 | 20 | Dani Carvajal     |  | 46e |
|                 | 11 | Ferran Torres     |  | 57e |
|                 | 10 | Marco Asensio     |  | 57e |
|                 | 25 | Ansu Fati         |  | 68e |
|                 | 18 | Jordi Alba        |  | 68e |
| Sélectionneur : |    |                   |  |     |
| Luis Enrique    |    |                   |  |     |

| Assistants : Zakhele Siwela Souru Phatsoane Quatrième arbitre : Salima Mukansanga Assistants arbitre vidéo : Armando Villarreal Kyle Atkins Adil Zourak Homme du Match : Ao Tanaka |

### Huitième de finale

#### Maroc - Espagne
| Match 55                      | Maroc                             | 0 - 0 a. p.           | Espagne                    | Stade Education City, Al Rayyan                                                    |                                                                                    |
| 6 décembre 2022 18h00 (UTC+3) |                                   | (0 - 0, 0 - 0, 0 - 0) |                            | Spectateurs : 44 667 Arbitrage : Fernando Rapallini Arbitre vidéo : Mauro Vigliano | Spectateurs : 44 667 Arbitrage : Fernando Rapallini Arbitre vidéo : Mauro Vigliano |
| 6 décembre 2022 18h00 (UTC+3) | Rapport                           |                       |                            | Spectateurs : 44 667 Arbitrage : Fernando Rapallini Arbitre vidéo : Mauro Vigliano | Spectateurs : 44 667 Arbitrage : Fernando Rapallini Arbitre vidéo : Mauro Vigliano |
| 6 décembre 2022 18h00 (UTC+3) | Sabiri · Ziyech · Benoun · Hakimi | Tirs au but 3 - 0     | Sarabia · Soler · Busquets | Spectateurs : 44 667 Arbitrage : Fernando Rapallini Arbitre vidéo : Mauro Vigliano | Spectateurs : 44 667 Arbitrage : Fernando Rapallini Arbitre vidéo : Mauro Vigliano |

| Maroc | Espagne |

| MAROC :         |    |                   |     |      |
|                 |    |                   |     |      |
| Gardien de but  | 01 | Yassine Bounou    |     |      |
|                 | 03 | Noussair Mazraoui |     | 82e  |
|                 | 06 | Romain Saïss      | 90e |      |
|                 | 05 | Nayef Aguerd      |     | 84e  |
|                 | 02 | Achraf Hakimi     |     |      |
|                 | 04 | Sofyan Amrabat    |     |      |
|                 | 15 | Selim Amallah     |     | 82e  |
|                 | 08 | Azzedine Ounahi   |     | 120e |
|                 | 17 | Sofiane Boufal    |     | 66e  |
|                 | 19 | Youssef En-Nesyri |     | 82e  |
|                 | 07 | Hakim Ziyech      |     |      |
| Remplaçants :   |    |                   |     |      |
|                 | 16 | Ez Abde           |     | 66e  |
|                 | 11 | Abdelhamid Sabiri |     | 82e  |
|                 | 21 | Walid Cheddira    |     | 82e  |
|                 | 25 | Yahya Attiatallah |     | 82e  |
|                 | 18 | Jawad El Yamiq    |     | 84e  |
|                 | 24 | Badr Benoun       |     | 120e |
| Sélectionneur : |    |                   |     |      |
| Walid Regragui  |    |                   |     |      |

| ESPAGNE :       |    |                 |     |     |      |
|                 |    |                 |     |     |      |
| Gardien de but  | 23 | Unai Simón      |     |     |      |
|                 | 18 | Jordi Alba      |     | 98e |      |
|                 | 24 | Aymeric Laporte | 77e |     |      |
|                 | 16 | Rodri           |     |     |      |
|                 | 06 | Marcos Llorente |     |     |      |
|                 | 05 | Sergio Busquets |     |     |      |
|                 | 26 | Pedri           |     |     |      |
|                 | 09 | Gavi            |     | 63e |      |
|                 | 21 | Dani Olmo       |     | 98e |      |
|                 | 10 | Marco Asensio   |     | 63e |      |
|                 | 11 | Ferran Torres   |     | 75e |      |
| Remplaçants :   |    |                 |     |     |      |
|                 | 07 | Álvaro Morata   |     | 63e |      |
|                 | 19 | Carlos Soler    |     | 63e |      |
|                 | 12 | Nico Williams   |     | 75e | 118e |
|                 | 25 | Ansu Fati       |     | 98e |      |
|                 | 14 | Alejandro Balde |     | 98e |      |
|                 | 22 | Pablo Sarabia   |     |     | 118e |
| Sélectionneur : |    |                 |     |     |      |
| Luis Enrique    |    |                 |     |     |      |

| Assistants : Juan Pablo Belatti Diego Bonfá Quatrième arbitre : Raphael Claus Assistants arbitre vidéo : Nicolás Gallo Nicolás Taran Julio Bascuñán Homme du Match : Yassine Bounou |

## Statistiques

### Temps de jeu
| Joueur            | |    |    |    | TT  | But inscrit | Passe décisive | MJ | MT | Légende |
| ----------------- | --- | -- | -- | -- | --- | ----------- | -------------- | -- | -- | ------- |
| Gardiens          | Abréviations et symboles : · TT : Total de minutes jouées · MJ : Nombre de matchs joués · MT : Matchs joués en tant que titulaire · : but · : passe décisive · : joueur entré · : joueur remplacé · : capitaine · : carton jaune · : carton rouge · |    |    |    |     |             |                |    |    |         |
| David Raya        | Abréviations et symboles : · TT : Total de minutes jouées · MJ : Nombre de matchs joués · MT : Matchs joués en tant que titulaire · : but · : passe décisive · : joueur entré · : joueur remplacé · : capitaine · : carton jaune · : carton rouge · | -  | -  | -  | -   | -           | -              | -  | -  | -       |
| Robert Sánchez    | Abréviations et symboles : · TT : Total de minutes jouées · MJ : Nombre de matchs joués · MT : Matchs joués en tant que titulaire · : but · : passe décisive · : joueur entré · : joueur remplacé · : capitaine · : carton jaune · : carton rouge · | -  | -  | -  | -   | -           | -              | -  | -  | -       |
| Unai Simón        | Abréviations et symboles : · TT : Total de minutes jouées · MJ : Nombre de matchs joués · MT : Matchs joués en tant que titulaire · : but · : passe décisive · : joueur entré · : joueur remplacé · : capitaine · : carton jaune · : carton rouge · | 90 | 90 | 90 | 120 | 390         | -              | -  | 4  | 4       |
| Défenseurs        | Abréviations et symboles : · TT : Total de minutes jouées · MJ : Nombre de matchs joués · MT : Matchs joués en tant que titulaire · : but · : passe décisive · : joueur entré · : joueur remplacé · : capitaine · : carton jaune · : carton rouge · |    |    |    |     |             |                |    |    |         |
| Jordi Alba        | Abréviations et symboles : · TT : Total de minutes jouées · MJ : Nombre de matchs joués · MT : Matchs joués en tant que titulaire · : but · : passe décisive · : joueur entré · : joueur remplacé · : capitaine · : carton jaune · : carton rouge · | 64 | 82 | 22 | 98  | 266         | -              | 2  | 4  | 3       |
| César Azpilicueta | Abréviations et symboles : · TT : Total de minutes jouées · MJ : Nombre de matchs joués · MT : Matchs joués en tant que titulaire · : but · : passe décisive · : joueur entré · : joueur remplacé · : capitaine · : carton jaune · : carton rouge · | 90 | -  | 46 | -   | 136         | -              | 1  | 2  | 2       |
| Alejandro Balde   | Abréviations et symboles : · TT : Total de minutes jouées · MJ : Nombre de matchs joués · MT : Matchs joués en tant que titulaire · : but · : passe décisive · : joueur entré · : joueur remplacé · : capitaine · : carton jaune · : carton rouge · | 26 | 8  | 68 | 22  | 124         | -              | -  | 4  | 1       |
| Dani Carvajal     | Abréviations et symboles : · TT : Total de minutes jouées · MJ : Nombre de matchs joués · MT : Matchs joués en tant que titulaire · : but · : passe décisive · : joueur entré · : joueur remplacé · : capitaine · : carton jaune · : carton rouge · | -  | 90 | 44 | -   | 134         | -              | -  | 2  | 1       |
| Eric García       | Abréviations et symboles : · TT : Total de minutes jouées · MJ : Nombre de matchs joués · MT : Matchs joués en tant que titulaire · : but · : passe décisive · : joueur entré · : joueur remplacé · : capitaine · : carton jaune · : carton rouge · | -  | -  | -  | -   | -           | -              | -  | -  | -       |
| Hugo Guillamón    | Abréviations et symboles : · TT : Total de minutes jouées · MJ : Nombre de matchs joués · MT : Matchs joués en tant que titulaire · : but · : passe décisive · : joueur entré · : joueur remplacé · : capitaine · : carton jaune · : carton rouge · | -  | -  | -  | -   | -           | -              | -  | -  | -       |
| Aymeric Laporte   | Abréviations et symboles : · TT : Total de minutes jouées · MJ : Nombre de matchs joués · MT : Matchs joués en tant que titulaire · : but · : passe décisive · : joueur entré · : joueur remplacé · : capitaine · : carton jaune · : carton rouge · | 90 | 90 | -  | 120 | 300         | -              | -  | 3  | 3       |
| Pau Torres        | Abréviations et symboles : · TT : Total de minutes jouées · MJ : Nombre de matchs joués · MT : Matchs joués en tant que titulaire · : but · : passe décisive · : joueur entré · : joueur remplacé · : capitaine · : carton jaune · : carton rouge · | -  | -  | 90 | -   | 90          | -              | -  | 1  | 1       |
| Milieux           | Abréviations et symboles : · TT : Total de minutes jouées · MJ : Nombre de matchs joués · MT : Matchs joués en tant que titulaire · : but · : passe décisive · : joueur entré · : joueur remplacé · : capitaine · : carton jaune · : carton rouge · |    |    |    |     |             |                |    |    |         |
| Sergio Busquets   | Abréviations et symboles : · TT : Total de minutes jouées · MJ : Nombre de matchs joués · MT : Matchs joués en tant que titulaire · : but · : passe décisive · : joueur entré · : joueur remplacé · : capitaine · : carton jaune · : carton rouge · | 64 | 90 | 90 | 120 | 364         | -              | -  | 4  | 4       |
| Gavi              | Abréviations et symboles : · TT : Total de minutes jouées · MJ : Nombre de matchs joués · MT : Matchs joués en tant que titulaire · : but · : passe décisive · : joueur entré · : joueur remplacé · : capitaine · : carton jaune · : carton rouge · | 90 | 66 | 68 | 63  | 287         | 1              | 1  | 4  | 4       |
| Koke              | Abréviations et symboles : · TT : Total de minutes jouées · MJ : Nombre de matchs joués · MT : Matchs joués en tant que titulaire · : but · : passe décisive · : joueur entré · : joueur remplacé · : capitaine · : carton jaune · : carton rouge · | 26 | 24 | -  | -   | 50          | -              | -  | 2  | -       |
| Marcos Llorente   | Abréviations et symboles : · TT : Total de minutes jouées · MJ : Nombre de matchs joués · MT : Matchs joués en tant que titulaire · : but · : passe décisive · : joueur entré · : joueur remplacé · : capitaine · : carton jaune · : carton rouge · | -  | -  | -  | 120 | 120         | -              | -  | 1  | 1       |
| Pedri             | Abréviations et symboles : · TT : Total de minutes jouées · MJ : Nombre de matchs joués · MT : Matchs joués en tant que titulaire · : but · : passe décisive · : joueur entré · : joueur remplacé · : capitaine · : carton jaune · : carton rouge · | 57 | 90 | 90 | 120 | 357         | -              | -  | 4  | 4       |
| Rodri             | Abréviations et symboles : · TT : Total de minutes jouées · MJ : Nombre de matchs joués · MT : Matchs joués en tant que titulaire · : but · : passe décisive · : joueur entré · : joueur remplacé · : capitaine · : carton jaune · : carton rouge · | 90 | 90 | 90 | 120 | 390         | -              | -  | 4  | 4       |
| Carlos Soler      | Abréviations et symboles : · TT : Total de minutes jouées · MJ : Nombre de matchs joués · MT : Matchs joués en tant que titulaire · : but · : passe décisive · : joueur entré · : joueur remplacé · : capitaine · : carton jaune · : carton rouge · | 33 | -  | -  | 57  | 90          | 1              | -  | 2  | -       |
| Attaquants        | Abréviations et symboles : · TT : Total de minutes jouées · MJ : Nombre de matchs joués · MT : Matchs joués en tant que titulaire · : but · : passe décisive · : joueur entré · : joueur remplacé · : capitaine · : carton jaune · : carton rouge · |    |    |    |     |             |                |    |    |         |
| Marco Asensio     | Abréviations et symboles : · TT : Total de minutes jouées · MJ : Nombre de matchs joués · MT : Matchs joués en tant que titulaire · : but · : passe décisive · : joueur entré · : joueur remplacé · : capitaine · : carton jaune · : carton rouge · | 69 | 66 | 33 | 63  | 231         | 1              | -  | 4  | 3       |
| Ansu Fati         | Abréviations et symboles : · TT : Total de minutes jouées · MJ : Nombre de matchs joués · MT : Matchs joués en tant que titulaire · : but · : passe décisive · : joueur entré · : joueur remplacé · : capitaine · : carton jaune · : carton rouge · | -  | -  | 22 | 22  | 44          | -              | -  | 2  | -       |
| Álvaro Morata     | Abréviations et symboles : · TT : Total de minutes jouées · MJ : Nombre de matchs joués · MT : Matchs joués en tant que titulaire · : but · : passe décisive · : joueur entré · : joueur remplacé · : capitaine · : carton jaune · : carton rouge · | 33 | 36 | 57 | 57  | 183         | 3              | 1  | 4  | 1       |
| Dani Olmo         | Abréviations et symboles : · TT : Total de minutes jouées · MJ : Nombre de matchs joués · MT : Matchs joués en tant que titulaire · : but · : passe décisive · : joueur entré · : joueur remplacé · : capitaine · : carton jaune · : carton rouge · | 90 | 90 | 90 | 98  | 368         | 1              | 1  | 4  | 4       |
| Yeremi Pino       | Abréviations et symboles : · TT : Total de minutes jouées · MJ : Nombre de matchs joués · MT : Matchs joués en tant que titulaire · : but · : passe décisive · : joueur entré · : joueur remplacé · : capitaine · : carton jaune · : carton rouge · | -  | -  | -  | -   | -           | -              | -  | -  | -       |
| Pablo Sarabia     | Abréviations et symboles : · TT : Total de minutes jouées · MJ : Nombre de matchs joués · MT : Matchs joués en tant que titulaire · : but · : passe décisive · : joueur entré · : joueur remplacé · : capitaine · : carton jaune · : carton rouge · | -  | -  | -  | 2   | 2           | -              | -  | 1  | -       |
| Ferran Torres     | Abréviations et symboles : · TT : Total de minutes jouées · MJ : Nombre de matchs joués · MT : Matchs joués en tant que titulaire · : but · : passe décisive · : joueur entré · : joueur remplacé · : capitaine · : carton jaune · : carton rouge · | 57 | 54 | 33 | 75  | 219         | 2              | -  | 4  | 3       |
| Nico Williams     | Abréviations et symboles : · TT : Total de minutes jouées · MJ : Nombre de matchs joués · MT : Matchs joués en tant que titulaire · : but · : passe décisive · : joueur entré · : joueur remplacé · : capitaine · : carton jaune · : carton rouge · | 21 | 24 | 57 | 43  | 145         | -              | -  | 4  | 1       |
| Total             | Abréviations et symboles : · TT : Total de minutes jouées · MJ : Nombre de matchs joués · MT : Matchs joués en tant que titulaire · : but · : passe décisive · : joueur entré · : joueur remplacé · : capitaine · : carton jaune · : carton rouge · |    |    |    |     |             |                |    |    |         |
| Équipe d'Espagne  | Abréviations et symboles : · TT : Total de minutes jouées · MJ : Nombre de matchs joués · MT : Matchs joués en tant que titulaire · : but · : passe décisive · : joueur entré · : joueur remplacé · : capitaine · : carton jaune · : carton rouge · | 90 | 90 | 90 | 120 | 390         | 9              | 6  |    |         |

| Buts | Joueurs       | Adversaires                  |
| ---- | ------------- | ---------------------------- |
| 3    | Álvaro Morata | Costa Rica, Allemagne, Japon |
| 2    | Ferran Torres | Costa Rica (2)               |
| 1    | Marco Asensio | Costa Rica                   |
| 1    | Gavi          | Costa Rica                   |
| 1    | Carlos Soler  | Costa Rica                   |
| 1    | Dani Olmo     | Costa Rica                   |

| Passes | Joueurs           | Adversaires           |
| ------ | ----------------- | --------------------- |
| 2      | Jordi Alba        | Costa Rica, Allemagne |
| 1      | César Azpilicueta | Japon                 |
| 1      | Gavi              | Costa Rica            |
| 1      | Álvaro Morata     | Costa Rica            |
| 1      | Dani Olmo         | Costa Rica            |